# Districte de Komárno
El districte de Komárno - (eslovac) Okres Komárno - és un dels 79 districtes d'Eslovàquia. Es troba a la regió de Nitra. Té una superfície de 1100,13 km², i el 2024 tenia 98.829 habitants. La capital és Komárno.

## Demografia
| Godina             | 1994    | 2004    | 2014    | 2024   |
| ------------------ | ------- | ------- | ------- | ------ |
| Nombre de persones | 109.329 | 107.290 | 103.360 | 98.829 |
| Diferència         |         | −1,86%  | −3,66%  | −4,38% |

| Godina             | 2023   | 2024   |
| ------------------ | ------ | ------ |
| Nombre de persones | 99.273 | 98.829 |
| Diferència         |        | −0,44% |

## Llista de municipis

### Ciutats
- Komárno
- Hurbanovo
- Kolárovo

### Pobles
Bajč | Bátorove Kosihy | Bodza | Bodzianske Lúky | Brestovec | Búč | Čalovec | Číčov | Dedina Mládeže | Dulovce | Holiare | Chotín | Imeľ | Iža | Kameničná | Klížska Nemá | Kravany nad Dunajom | Lipové | Marcelová | Martovce | Moča | Modrany | Mudroňovo | Nesvady | Okoličná na Ostrove | Patince | Pribeta | Radvaň nad Dunajom | Sokolce | Svätý Peter | Šrobárová | Tôň | Trávnik | Veľké Kosihy | Virt | Vrbová nad Váhom | Zemianska Olča | Zlatná na Ostrove